# Snellenius vollenhovii
Snellenius vollenhovii är en stekelart som beskrevs av John Obadiah Westwood 1882. Snellenius vollenhovii ingår i släktet Snellenius och familjen bracksteklar. Inga underarter finns listade i Catalogue of Life.